# Nezahualcóyotl (město)
Nezahualcóyotl je město a sídlo stejnojmenné obce v Mexiku, ve státu Estado de México.
Hraničí na západě s hlavním městem Ciudad de México, jedná se v podstatě o jeho předměstí a součást metropolitní oblasti Valle de México. Žije tu oficiálně 1 255 000 obyvatel, neoficiálně až trojnásobek. Životní úroveň tu je nízká, velká část zástavby je vlastně chudinská čtvrť se slumy. Velkým problémem je znečištění. Vystavěno bylo na dně vysušeného jezera stejného názvu. S hlavním městem je od 90. let spojeno příměstskou linkou metra B. Nachází se zde významná univerzita.
Název města pochází od jména aztéckého krále z 15. století, který vládl nedalekému městu Texcoco. Nezahualcóyotl vznikl na počátku 20. století a jeho rozvoj úzce souvisí s rozvojem sousední metropole.